# Leucothoe neptunea
Leucothoe neptunea is een vlokreeftensoort uit de familie van de Leucothoidae. De wetenschappelijke naam van de soort is voor het eerst geldig gepubliceerd in 1987 door Moore.